# Chronicles (álbum de Jon and Vangelis)
Chronicles es un álbum recopilatorio del dúo Jon and Vangelis, producido por Jon and Vangelis y publicado por Polydor en 1994. 

## Lista de canciones
Todas las letras escritas por Jon Anderson, toda la música compuesta por Vangelis. 
| N.º | Título                                              | Duración |  |
| 1.  | «I Hear You Now»                                    | 5:11     |  |
| 2.  | «He Is Sailing»                                     | 6:48     |  |
| 3.  | «Thunder»                                           | 2:14     |  |
| 4.  | «Beside»                                            | 4:07     |  |
| 5.  | «Love Is»                                           | 5:45     |  |
| 6.  | «Play Within a Play»                                | 7:03     |  |
| 7.  | «And When the Night Comes»                          | 4:37     |  |
| 8.  | «Deborah»                                           | 4:56     |  |
| 9.  | «Curious Electric»                                  | 6:39     |  |
| 10. | «The Friends of Mr Cairo (original single version)» | 4:20     |  |
| 11. | «Back to School»                                    | 4:56     |  |
| 12. | «Italian Song»                                      | 2:54     |  |
| 13. | «Polonaise»                                         | 5:25     |  |

## Personal

### Músicos
- Jon Anderson: voz
- Vangelis: teclados, sintetizadors, programación

### Producción
- Vangelis: producción y arreglos